# 品薄商法
品薄商法（しなうすしょうほう）は、企業によって行われているとされる商法。

## 概要
企業が販売している商品を意図的に品薄状態にして、このことから消費者の購買意欲をあおるという商法。単に生産が追いついていないために品薄になり購買意欲があおられている場合には品薄商法には当てはまらない。だがこれが本当に生産が追いついておらずに品薄になっているのか意図的に品薄にされているのかの見分けは消費者には困難な事柄である。
2015年にサントリーの新製品が発売したばかりの時期に出荷停止となり、このことについての記者会見では品薄商法なのではないのかという質問が行われた。この質問に対してサントリー副社長は、これは品薄商法が目的ではなく、供給量に追いついておらずこのままでは流通を行う業者に迷惑をかけることとなるために出荷停止にしたと答えた。
2021年にはアサヒビールの製品で在庫が無いために出荷停止を行ったものがある。このことについてアサヒビールの広報担当者は、この出荷停止を話題性を狙った品薄商法との見方もあるようだが、実際は品切れにすることで当社にはメリットは無く、品薄商法ではないと述べた。